# Hell: The Sequel
Hell: The Sequel (englisch für „Hölle: Die Fortsetzung“) ist eine EP des US-amerikanischen Rap-Duos Bad Meets Evil, bestehend aus den Rappern Eminem und Royce da 5′9″. Sie erschien am 13. Juni 2011 über die Labels Shady Records und Interscope als Standard- sowie Deluxe-Edition, inklusive zwei Bonussongs.

## Hintergrund
Eminem und Royce da 5′9″ trafen sich erstmals 1997 bei einem Konzert in Detroit und gründeten wenig später zusammen das Rap-Duo Bad Meets Evil (Royce als Bad und Eminem als Evil). Beide nahmen mehrere Lieder gemeinsam auf, von denen der selbstbetitelte Song Bad Meets Evil auf Eminems Major-Label-Debüt The Slim Shady LP enthalten war. Aufgrund eines Streits zwischen Royce und Eminems Rapcrew D12 trennten sich ihre Wege jedoch, und beide gingen ihren Solokarrieren nach. Erst nachdem das D12-Mitglied Proof 2006 erschossen wurde, wurde der Streit zwischen der Rapcrew und Royce da 5′9″ beigelegt. 2008 hatte Royce einen Gastauftritt auf D12s Mixtape Return of the Dozen und Anfang 2011 nahm Eminem Royce und dessen Rapgruppe Slaughterhouse bei seinem Label Shady Records unter Vertrag.

## Entstehungsgeschichte und Vermarktung
Noch bevor Royce bei Eminems Label unter Vertrag genommen wurde, gingen beide ins Studio, um zusammen Lieder aufzunehmen, ohne jedoch ein wirkliches Ziel vor Augen zu haben. Doch die Aufnahmen kamen gut voran und so wurde am 25. April 2011 schließlich die Veröffentlichung der EP angekündigt. Die Stücke Living Proof und Echo gelangten bereits während der Aufnahmen Ende 2010 unbeabsichtigt ins Internet und befinden sich als Bonustracks auf der Deluxe-Edition der EP. Am 28. April 2011 erschien außerdem der Song Fast Lane im Internet. Am 27. Mai wurde der Titel I’m on Everything als Teaser auf der offiziellen Website des Duos veröffentlicht. Bevor am 8. Juni das Musikvideo zu Fast Lane veröffentlicht wurde, landete am 4. Juni die ganze EP im Netz. Am 22. August 2011 wurde schließlich das Musikvideo zur zweiten Single Lighters veröffentlicht.

## Inhalt
Da Eminem und Royce die EP vor allem aus Spaß am Rappen aufnahmen und kein wirkliches Themenkonzept ausarbeiteten, überwiegen auf Hell: The Sequel die sogenannten Battle-Rap-Songs, die voller Punchlines sind sowie schnelle Double- und Tripletime-Passagen enthalten. Dazu zählen vor allem Welcome 2 Hell, Fast Lane und die Kollabo Loud Noises. Der Track Above the Law prangert die Gegensätze zwischen Arm und Reich an und dass das Gesetz, aufgrund von Wut über die Ungerechtigkeiten in der Gesellschaft, missachtet wird. I’m on Everything handelt von allen Arten des Drogenkonsums und in den Tracks The Reunion und A Kiss betonen beide Rapper, dass sie lediglich auf Sex aus sind, während sie Beziehungen ablehnen. Das Lied Lighters stellt musikalisch eine Ausnahme dar, da es deutlich ruhiger als der Rest der EP ist; textlich hat der Song unter anderem den Aufstieg und Ruhm der beiden Rapper zum Thema. Take from Me ist ebenfalls ein tiefgründigeres Stück, bei dem die Rapper ihre Enttäuschung über illegale Downloads sowie von Dritten ins Internet gestellte, zuvor unveröffentlichte, Musiktitel ausdrücken. Auf den Bonussongs Living Proof und Echo preisen Eminem und Royce da 5′9″ ihren Erfolg und ihr Talent.
Des Weiteren finden viele Prominente auf positive oder negative Weise auf dem Tonträger Erwähnung. Darunter sind Lady Gaga, Katy Perry, Nicki Minaj, Tila Tequila und Jazmine Sullivan.

## Produktion und Samples
Für die Produktion der EP zeigen sich viele verschiedene Produzenten verantwortlich. Das D12-Mitglied Denaun Porter lieferte die Beats zu den Songs Above the Law, I’m on Everything, Take from Me (zusammen mit 56 als Co-Produzent), Loud Noises und Living Proof. Havoc produzierte in Zusammenarbeit mit Magnedo7 (Co) Welcome 2 Hell und Supa Dups schuf den Beat zur Single Fast Lane mit Unterstützung von Eminem und JG als Co-Produzenten. Die musikalische Untermalung von A Kiss lieferte Bangladesh, während Eminem in Zusammenarbeit mit The SmeeZingtons und Battle Roy das Stück Lighters produzierte. Außerdem produzierte DJ Khalil das Lied Echo, und Sid Roams schuf den Beat zu The Reunion zusammen mit Eminem (Co).
Vier Titel des Albums enthalten Samples anderer Stücke. Der Song The Reunion enthält ein Sample von Eminems Lied Bagpipes from Baghdad, und Loud Noises sampelt Inhalte des Films Anchorman – Die Legende von Ron Burgundy. Bei I’m on Everything wurde ein Ausschnitt eines Auftritts von Mike Epps verwendet. Außerdem sind in Living Proof Elemente vom Song Funky Drummer des Sängers James Brown enthalten.

## Covergestaltung
Das Albumcover wurde am 16. Mai 2011 im Internet veröffentlicht. Es ist größtenteils in Grautönen gehalten und zeigt Royce da 5′9″ und Eminem auf Lautsprecherboxen sitzend. Auf dem Boden sind Schallplatten verstreut und in den Wolken im Hintergrund sind Totenköpfe angedeutet. Die Schriftzüge Bad Meets Evil und Hell: The Sequel befinden sich im oberen Teil der Illustration. Auf der Premium-Version steht zusätzlich noch der Schriftzug Deluxe Edition.

## Gastbeiträge
Auf sieben Liedern der EP sind neben den beiden Rappern andere Künstler vertreten. So ist der Sänger Sly Jordan im Refrain von Fast Lane zu hören, während Bruno Mars einen Gastauftritt auf Lighters hat. Mike Epps tritt auf I’m on Everything in Erscheinung und Royce da 5′9″s Rapgruppe Slaughterhouse ist auf dem Song Loud Noises vertreten. Die Sängerin Claret Jai ist bei Above the Law und Take from Me zu hören. Außerdem singt auf dem Bonussong Echo Liz Rodrigues den Refrain.

## Titelliste
| # | Titel             | Gastbeiträge   | Produzent                               | Länge |
| - | ----------------- | -------------- | --------------------------------------- | ----- |
| 1 | Welcome 2 Hell    |                | Havoc und Magnedo7 (Co)                 | 2:57  |
| 2 | Fast Lane         | Sly Jordan     | Supa Dups, Eminem (Co) und JG (Co)      | 4:09  |
| 3 | The Reunion       |                | Sid Roams und Eminem (Co)               | 4:50  |
| 4 | Above the Law     | Claret Jai     | Mr. Porter                              | 3:29  |
| 5 | I’m on Everything | Mike Epps      | Mr. Porter                              | 4:31  |
| 6 | A Kiss            |                | Bangladesh                              | 4:34  |
| 7 | Lighters          | Bruno Mars     | Eminem, The SmeeZingtons und Battle Roy | 5:03  |
| 8 | Take from Me      | Claret Jai     | Mr. Porter und 56 (Co)                  | 3:25  |
| 9 | Loud Noises       | Slaughterhouse | Mr. Porter                              | 4:20  |

Bonussongs der Deluxe-Edition:
| #  | Titel        | Gastbeiträge  | Produzent  | Länge |
| -- | ------------ | ------------- | ---------- | ----- |
| 10 | Living Proof |               | Mr. Porter | 3:55  |
| 11 | Echo         | Liz Rodrigues | DJ Khalil  | 4:54  |

## Rezeption

### Kritiken
Hell: The Sequel erhielt überwiegend positive Kritiken. Die Seite Metacritic errechnete aus 14 Kritiken englischsprachiger Medien einen Schnitt von 72 %.
- Bei laut.de erhielt die EP vier von möglichen fünf Punkten. Es wird betont, dass beide Rapper auf Augenhöhe ein wahres Reimfeuerwerk abliefern und die Beats sehr gut produziert wurden, lediglich der Song Lighters wird kritisiert:

„Schieres Höllenfeuer lodert aus dem Silbenstakkato, das Royce Da 5′9″ und Eminem über Havocs ebenso schlichten wie entschlossenen Beat spucken. Bad Meets Evil, fürwahr. […] Dick wie warmer Sirup tropfen die Bässe, wenn ‚the evil twins‘ ‚The Reunion‘ feiern. Die hohe Qualität der Beats erscheint schon fast verschwendet. Rapper dieser Güteklasse nähmen auch weit schäbigere Bühnen im Sturm. Eminem führt das rasiermesserscharfe Schwert seiner Zunge in rasender Geschwindigkeit durch beliebige Themenwelten. Royce pariert und kontert keinen Deut zahmer. […] Mit Unmengen von Metaphern, Zitaten, wahnwitzigem Tempo, schlafwandlerischem Rhythmusgefühl, vertrackten Reimen und bestechenden Satzmelodien entschädigen sie zudem vollauf für ihrem Vortrag eventuell abgehende Abwechslung. […] Einen einzigen Track rettet jedoch auch ‚a different breed of MCs‘ nicht mehr: Jodelei von Bruno Mars zum Piano gehört mitsamt dem fluffig-versöhnlichen Beat von ‚Lighters‘ entweder in den Müll oder ins Mainstream-Radio.“

- Die Internetseite Rap.de lobt die gesamte EP, kann sich kaum noch Steigerungen vorstellen und vergibt acht von möglichen zehn Sternen:

„Was bereits im Opener dargeboten wird, lässt keinerlei Wünsche offen und die Taktzahl wird im Verlauf der EP aber so was von nicht mehr gedrosselt. […] Em und Royce sind DAS neue Dream-Team! Man weiß wirklich nicht mehr wer hier eigentlich wen zieht. Lustige Sprüche, irrwitzige Bilder und vertrackte Wortspiele werden am Fließband produziert. […] Beide sorgen beinahe sekündlich für Höchstleistungen und ergänzen sich dabei unfassbar kongenial. Sie haben zusammen einen speziellen Flex-Style entwickelt, an dem man sich kaum satthören kann. Hochgeschwindigkeit plus Emotionen pur! […] Wer da keine Gänsehaut bekommt, sollte wirklich sofort aufhören, sich mit Rap auseinanderzusetzen. Wann gab es denn so was zuletzt? Ein Release unter Mitwirkung eines absoluten Superstars, das nicht unter Berücksichtigung von verkaufs- und markttechnischen Gesichtspunkten entstanden ist, sondern aus reiner Freude am Rappen, aus Liebe zur Kunst.“

- Die Seite HipHop-Kritik.de beurteilte das Werk, vor allem aufgrund der Beats, kritischer und vergab fünf von möglichen zehn Sternen:

„Royce verdient ohne Zweifel jeden Dollar den er dank seiner Vereinigung mit Em verdient. Nach einer so langen Karriere voller brotloser Kunst kann man ihm ein mainstreamorientiertes Werk wie HELL: THE SEQUEL nicht übel nehmen. Er beweist auch hier (und Em natürlich auch), dass er zu den fiesesten Rappern unter der Sonne gehört. Nur leider ist es so, dass die Beats hier so nach Fließband klingen, dass HELL: THE SEQUEL keine CD ist, die ich gerne höre. Das einzige, was einen dazu bringt sie anzuschmeißen, sind die unbestreitbar guten Flows und cleveren Punchlines der beiden.“

### Chartplatzierungen und Singles
In Deutschland stieg die EP in der 26. Kalenderwoche des Jahres 2011 auf Position 20 der Charts ein und konnte sich neun Wochen in den Top 100 halten. Dagegen erreichte Hell: The Sequel mit rund 167.000 verkauften Einheiten auf Anhieb die Spitzenposition der Albumcharts in den USA. Auch in Kanada konnte die EP Platz 1 belegen, in Australien reichte es zu Rang 3 und in der Schweiz zu Platz 5. Der Einstieg in die Top 10 gelang ebenso in Großbritannien und Dänemark mit je Rang 7, wogegen es sich in Österreich lediglich auf Position 23 platzieren konnte.
| ChartsChartplatzierungen       | Höchstplatzierung | Wochen |
| ------------------------------ | ----------------- | ------ |
| Deutschland (GfK)              | 20 (9 Wo.)        | 9      |
| Österreich (Ö3)                | 23 (5 Wo.)        | 5      |
| Schweiz (IFPI)                 | 5 (16 Wo.)        | 16     |
| Vereinigte Staaten (Billboard) | 1 (41 Wo.)        | 41     |
| Vereinigtes Königreich (OCC)   | 7 (20 Wo.)        | 20     |

| ChartsJahrescharts (2011)      | Platzierung |
| ------------------------------ | ----------- |
| Schweiz (IFPI)                 | 89          |
| Vereinigte Staaten (Billboard) | 41          |

Mehr als einen Monat vor Erscheinen der EP wurde der Song Fast Lane zum Download veröffentlicht und stieg auf Platz 32 in die US-Charts ein, in denen er sich drei Wochen hielt. Am Erscheinungstag der EP wurde außerdem der Song Lighters als zweite Single ebenfalls zum Download veröffentlicht, der in den US-Charts bis auf Position 4 stieg. Während sich Fast Lane nicht in den deutschen Charts platzieren konnte, stieg Lighters rund zwei Monate nach Veröffentlichung auf Rang 26 in die Top 100 ein und hielt sich zwölf Wochen in den Charts.

### Auszeichnungen für Musikverkäufe
Für mehr als 500.000 verkaufte Exemplare in den USA erhielt Hell: The Sequel eine Goldene Schallplatte.
| Land/Region                  | Auszeichnungen für Musikverkäufe (Land/Region, Auszeichnung, Verkäufe) | Verkäufe |
| ---------------------------- | ---------------------------------------------------------------------- | -------- |
| Australien (ARIA)            | Platin                                                                 | 70.000   |
| Vereinigte Staaten (RIAA)    | Gold                                                                   | 500.000  |
| Vereinigtes Königreich (BPI) | Gold                                                                   | 100.000  |
| Insgesamt                    | 2× Gold · 1× Platin ·                                                  | 670.000  |